# ГАЕС Хердекке
ГАЕС Хердекке нім. Pumpspeicherkraftwerk Herdecke — гідроакумулювальна електростанція в Німеччині на заході країни, у федеральній землі Північний Рейн-Вестфалія.
Вперше будівництво станції, яка отримала назву Koepchenwerk, здійснили в період між 1927 та 1930 роками. Її обладнали чотирма турбінами типу Френсіс загальною потужністю 132 МВт, три із яких працювали на мотор-генератори, котрі знаходились у зв'язку із насосами загальною потужністю 75 МВт. В 1980 році станція вийшла з ладу через аварію насосу, і у період з 1985-го по 1989 роки тут спорудили нову ГАЕС Koepchenwerk II з використанням тієї ж схеми.
Верхній резервуар станції створений штучно на висотах правого берегу Рура та має об'єм у 1,6 млн м3 (корисний об'єм 1,5 млн м3), чого вистачає для роботи станції в турбінному режимі із номінальною потужністю протягом 4 годин. Як нижній резервуар використовується водосховище Хенгстайзе, яке утримується спорудженою на Рурі в 1929 році греблею ГЕС Hengstey, котра при висоті у 4,6 метра утримує 3,3 млн м3 води.
Машинний зал нової станції обладнаний лише однією оборотною турбіною типу Френсіс, яка має потужність 154 МВт у турбінному та 153 МВт у насосному режимах.
Ефективність гідроакумулювального циклу станції становить 64,9 %.
На ГАЕС Хердекке обладнано диспетчерський центр, з якого здійснюється управління 20 гідроелектростанціями на правих притоках Рейну (Рур, Ліппе, Зіґ).